# لی کوجوکاری
لی کوجوکاری (متولد ۲۷ ژوئیهٔ ۱۹۹۲) کشتی‌گیر فرنگی کار تیم ملی رومانی است. وی برنده مدال برنز قهرمانی جهان ۲۰۱۶ بوداپست در وزن ۷۱ کیلوگرم شده‌است.